# Joseph Jadrejak
Joseph Jadrzejczak, dit Joseph Jadrejak, né le 20 février 1918 à Gladbeck en Westphalie, Allemagne et mort le 24 novembre 1990 à Roubaix, est un footballeur puis entraîneur international français, d'origine polonaise, qui évoluait au poste de défenseur, et acheva sa carrière au sein de la grande équipe de Lille de la fin des années 1940.

## Biographie
Il rejoint la France avec sa famille alors qu'il n'a que deux ans. 
Pour la saison 1969-1970, Joseph Jadrejak, l'ancien défenseur du LOSC de la grande époque, retrouve le club de sa jeunesse, comme entraîneur, poste auquel il succède à Daniel Langrand.

## Carrière sportive

### Joueur
- 1930-1936 : Houdain ( France)
- 1936-1937 : Divion ( France)
- 1937-1939 : Bruay ( France)
- 1939-1943 : SC Fives ( France)
- 1943-1944 : Équipe fédérale Lille-Flandres ( France)
- 1944-1945 : Lille OSC ( France)
- 1945-1946 : Lille OSC ( France)
- 1946-1947 : Lille OSC ( France)
- 1947-1948 : Lille OSC ( France)
- 1948-1949 : Lille OSC ( France)
- 1949-1950 : Lille OSC ( France)

### Entraîneur
- 1969-1970 : Lille OSC ( France)

## Palmarès
- Champion de France : 1946 Lille OSC
- Vainqueur de la Coupe de France : 1946, 1947, 1948 Lille OSC
- Finaliste de la Coupe de France : 1941 SC Fives

## Équipe de France
- Sélections : 3.
- 1re sélection le 26 mai 1947 (Paris, Stade de Colombes) : France-Pays-Bas : 4-0.